# Salva García
Salvador García Puig (San Adrián de Besós, Barcelona, 4 de marzo de 1961), conocido como Salva, es un exfutbolista español. Jugaba de defensa.

## Trayectoria
- FC Barcelona, categorías inferiores.
- 1980-82 FC Barcelona Atlético
- 1982-84 Real Zaragoza
- 1985-86 Hércules CF
- 1986-89 FC Barcelona
- 1989-92 CD Logroñés

## Palmarés
| Título       | Club         | País   | Año       |
| ------------ | ------------ | ------ | --------- |
| Copa del Rey | FC Barcelona | España | 1981 1988 |

| Título           | Club         | País   | Año       |
| ---------------- | ------------ | ------ | --------- |
| Recopa de Europa | FC Barcelona | España | 1982 1989 |

## Internacionalidades
- 6 veces internacional con España.
- Debutó con la selección española en París el 10 de octubre de 1983 contra Francia.
- Subcampeón de la Eurocopa 1984 con España, jugando la final.